# سانتینو فروچی
سانتینو فروچی (انگلیسی: Santino Ferrucci؛ زادهٔ ۳۱ مهٔ ۱۹۹۸) راننده مسابقه‌ای، و راننده خودروی مسابقه‌ای اهل ایالات متحده آمریکا است.